# Preflyte
Preflyte è un album di raccolta del gruppo folk rock statunitense The Byrds, pubblicato nel 1969.

## Tracce
Lato 1
1. You Showed Me (Jim McGuinn, Gene Clark) – 2:05
2. Here Without You (Clark) – 2:30
3. She Has a Way (Clark) – 2:34
4. The Reason Why (Clark) – 2:34
5. For Me Again (Clark) – 2:32
6. Boston (Clark) – 2:07

Lato 2
1. You Movin' (Clark) – 2:10
2. The Airport Song (McGuinn, David Crosby) – 2:03
3. You Won't Have to Cry (McGuinn, Clark) – 2:17
4. I Knew I'd Want You (Clark) – 2:19
5. Mr. Tambourine Man (Bob Dylan) – 2:20